# نصير شمة
نصير شمة هو فنان عراقي وعازف عود مميز ولد في مدينة الكوت في العراق عام 1963م.

## حياته المُبكّرة
ولد نصير في مدينة الكوت وسط العراق عام 1963. كان والده كردي فيلي من خانقين وجدته لوالده من قضاء بدرة في محافظة واسط بينما أمه عربية من الكوت. ولد في الكوت ونشأ في بغداد. أخذ أول دروسه في العزف على العود من أستاذه الأول صاحب حسين الناموس.

## دراسته وإنجازاته
قدم أول حفلاته الموسيقية المنفردة في العراق باكرا جدا على مسارح العراق وكان أشهرها حفلته التي قام بها في قاعة الاورفلي في بغداد عام 1985، ودعت السيدة وداد الاورفلي أهم الفنانين والكتاب والنقاد الموسيقيين للحفلة برغم حداثة تجربته آنذاك. قدم أولى حفلاته خارج العراق في باريس على مسرح الأرمانية عام 1985 ضمن ملتقى الموسيقى العربية الأول في فرنسا، ثم قدم في نفس الإطار ست حفلات في ألمانيا الغربية آنذاك كلها مع الفنان منير بشير. قدم حفلًا عام 1986 في جنيف (سويسرا) قبل تخرجه من المعهد مع ثلاثة من زملائه، ثم قدم حفلا موسيقيا في أثينا (اليونان) مع مصممة الأزياء العراقية «هناء صادق» عام 1988، وبعدها تعددت حفلاته خارج الوطن العربي حتى أصبحت تصعب على الحصر.
أنهى دراسته الجامعية في معهد الدراسات الموسيقية «النغمية» في بغداد عام 1987، بعدها أصبح تخصصه العزف على آلة العود. حاز سنة تخرجه على جائزة أفضل لحن للأغنية العاطفية في العراق، وقدم حفله الأول مع نخبة من كبار فناني العراق. أنجز نصير العود المثمن عن مخطط للفارابي عمره ألف عام وقدمه للمختصين في العراق في حفل كبير عام 1986. انتقل للإقامة في الأردن لعام كامل ووضع الموسيقى التصويرية لمسرحية «البلاد طلبت أهلها» من تأليف عبد اللطيف عقل وإخراج المنصف السويسي ونال عنها جائزة مهرجان قرطاج في العام التالي 1988 ثم عاد إلى العراق مرة أخرى.
كان نصير شمه مغرمًا منذ بداياته بالصوفية وربما بسبب طبيعة أسرته المتدينة وطبيعة منظوره للموسيقى، فتعمق في قراءة الطرق الصوفية العشر وما اشتق منها فيما بعد وسيرة الصوفيين الكبار فأغرق في قراءة ابن عربي وابن الفارض والسهروردي ورابعة العدوية واغرم بالحلاج. عام 1993 انتقل للعمل أستاذا لآلة العود في الجامعة التونسية - المعهد العالي للموسيقى. أسس بيت العود العربي في مصر عام 1999 ثم افتتح فروعا أخرى في أبو ظبي (2008)، والإسكندرية (2011)، وبغداد (2018)، والخرطوم (2020).
```
نظم ورأس ملتقى مصر الأول للعود ب
دار الاوبرا المصرية
 عام 
2010
.
```

## بداياته في مجال الموسيقى
بدأ نصير شمه باكرا تكوين علاقة تحاور ما بين الشعر والموسيقى، وكانت له الكثير من الأعمال في مجال قراءة الشعر موسيقيا.. منها:-
- قراءة موسيقية بمشاركة الفنان عزيز خيون في اتحاد أدباء العراق قدم فيها «غريب على الخليج» و«أنشودة المطر» للشاعر العظيم بدر شاكر السياب عام 1986.
- قطعة موسيقية بعنوان «صامتا أعلن حبي» عن قصيدة للشاعر إبراهيم زيدان بنفس الاسم لتلفزيون بغداد الثقافي عام 1993.
- شارك في مهرجان بابل الدولي السادس بتلحين قصيدة الجواهري «يا دجلة الخير يا أم البساتين» وأداءها بنفسه ضمن فعاليات المهرجان عام 1994.
- قراءة موسيقية لخمس قصائد من ديوان «لماذا تركت الحصان وحيدا» للشاعر الكبير [محمود درويش] قدمت في حفلات مشتركة لهما في تونس وبرلين بألمانيا وبوسطن بالولايات المتحدة الأمريكية عام 1995.
- قدم مع الفنان جواد الشكرجي أكثر من 13 عرض مشترك عن «أنشودة المطر» و«غريب على الخليج» للشاعر بدر شاكر السياب في تونس في مهرجانات تونسية متعددة لاقت رواجا كبيرا عام 1995.
- قطعة موسيقية باسم «غربة النورس» مهداة للشاعر العراقي الكبير «مظفر النواب» في حفل حضره الشاعر الذي ارتجل فيما بعد قصيدة بسبب المقطوعة ألقاها في أمسيته في نفس المسرح عام 1996.
- سهرة «شهرزاد / ملتقى الشاعرات العربيات» في ختام مهرجان سوسة الدولي الدورة 38 على مسرح الهواء الطلق، ضم الحفل قراءة موسيقية لشعر 10 شاعرات عربيات مميزات هن:- فدوى طوقان- فلسطين. التونسيتان فضيلة الشابي وفوزية العلوي. زليخة أبو ريشة- الأردن. وفاء العمراني- المغرب. لينا الطيبي- سوريا. وداد الجوراني- العراق. عناية جابر -لبنان. ومنى عبد العظيم- مصر، وثريا العريض- البحرين. عام 1996.
- العمل الموسيقى «قلت من ذا» مع المطربة التونسية سنية مبارك الذي استمر لعام ونصف على مسارح عدة في بلدان عدة، يقع العمل في 10 نصوص شعرية مغناة للشعراء أمل دنقل، لميعة عباس عمارة، على اللواتي، نوري الجراح، بشارة الخوري، لينا الطيبي، جبار سهم، قصيدة لنصير شمه. عام 1997.
- قراءة شعرية لقصيدة «المطر» المأخوذة عن قصيدة المطر للشاعر أمل دنقل عام 1998.
- ليلة الافتتاح قراءة شعرية لحيدر محمود وطلال حيدر مهرجان جرش للثقافة والفنون السابع عشر على المسرح الشمالي بالأردن عام 1998.
- قطعة موسيقية «أناجيه على ملأ» عن نص شعري للشاعرة العراقية لميعة عباس عمارة عام 1998.
- مجموعة من القصائد المغناة في مهرجان الموسيقى العربية السابع بدار الأوبرا المصرية باسم «الليلة بعد الألف» وهي أمسية شعرية غنائية قدمت قصائد بأصوات شابة:- قصيدة «لو أنبأني العراف» للشاعرة العراقية لميعة عباس عمارة بصوت حياة الإدريسي- المغرب، وقصيدة «الغريبان» لأمل دنقل غناها الثنائي التونسي محمد الجبالي وايناس سمار، وقصيدة «الدم العربي» لفاروق شوشة غناها المصري إبراهيم الحفناوي، وقصيدة«الليلة ليلتنا» للتونسي محجوب العياري وغنتها التونسية عبير النصراوي عام 1998.
- قراءة موسيقية لعدد من قصائد الشاعر ادونيس بعام 2000.
- ريستال عود مع قراءة شعرية للشاعرة لينا الطيبي في النرويج عام 2000.
- الاحتفال بانطلاق مجلة «ديوان» للشعر العربي والألماني في ألمانيا كمشروع ترجمة الشعر العربي للغة الألمانية حضر الافتتاح شعراء هم: أدونيس وأمل الجبوري ومن الجانب الألماني: هانز ماغنوس انتسنسرغر، ويواكيم سارتوريوس عام 2001.
- أمسية شعرية غنائية لمختارات من أشعار امل دنقل من الحان نصير شمه أداء كل من علي الحجار وكريمة العقلي بمصاحبة فرقة عيون عام 2003.
- قراءة موسيقية وتلحين لنصوص نثرية بعنوان «ليس نهرا واحدا» للشاعر أمجد ناصر شارك فيها الفنان خالد النبوي والفنان وائل سامي عام 2005.
- قدم حفل الملتقى الثاني «لقصيدة النثر» في مصر عام 2010.
- قدم افتتاح بيت الشعر في القاهرة بحضور كل من مدير بيت الشعر الشاعر عبد المعطي حجازي، وولفيف من الشعراء المصريين والعرب، وقدم خلاله عمل جديد عن الشاعر أحمد شوقي، وآخر جديد عن بدر شاكر السياب، وعمل من أعماله القديمة عن جارسيا لوركا، وعمل عن قصيدة محمود درويش «تعاليم حورية» عام 2010.[9]

## أعماله

### في الموسيقى:
- اسطوانته الأولى باسم «قصة حب شرقية» من فرنسا 1994.
- اصدر معهد العالم العربي طبعة أخرى من اسطوانة «قصة حب شرقية»، بعدة طبعات إنتاج معهد العالم العربي بباريس باسم «عود من بغداد» 1994.
- اسطوانته الثانية باسم «إشراق» من إيطاليا عن مؤسسة Musicaimmagian عام 1996.
- اسطوانته «قبل أن اصلب» واسم الاسطوانة مأخوذ عن تجربة معايشة اللحظات الأخيرة من حياة الحلاج وتم طبعها في تونس عام 1997.
- مجموعة من أشرطة الكاسيت في تونس ليتلائم مع سهولة التوزيع في العالم العربي:-«ليل بغداد» و«قصة حب شرقية» و«صامتا أعلن حبي» و«لأجل أطفال العراق» و«من القلب» عام 1997.
- اسطوانته «رحيل القمر» من بريطانيا إنتاج مؤسسة Incognito عن حفل في بوسطن عام 1999.
- شريط فيديو باسم «عود نصير شمه» صدر عن المجمع الثقافي في أبوظبي عام 2000.
- أعاد إصدار اسطوانة «رحيل القمر» بإصدار خاص مع الشاعر أدونيس عام 2000.
- شريط كاسيت «حصار بغداد» من القاهرة 2000.
- اسطوانته «مقامات زرياب - من الفرات إلي الوادي الكبير» المسجلة في إسبانيا والصادرة من أستراليا عام 2003.
- اسطوانة «أحلام عتيقة» من الجزائر عام 2004.
- اسطوانته «حالة وجد» المهداة لروح إدوارد سعيد والمسجلة في مصر بالتعاون مع مكتبة ديوان عام 2004.
- اسطوانته الرابعة «هلال» مع فرقته عيون طبعت في مدريد، عام 2005.
- «أرض السواد» مصر بالتعاون مع مكتبة ديوان عام 2006.
- اسطوانته «حرير» من أبوظبي بالتعاون مع مهرجان أبوظبي عام 2009.
- اسطوانته «رحلة الأرواح» عن مؤسسة Pneuma من إسبانيا 2011.
- ألبومه «أبواب» استوديو التسجيل E11 Entertainment إصدار Capriccio Records اسبانيا 2024.

### في المسرح:
وضع الموسيقى التصويرية للعديد من الأعمال المسرحية العراقية والعربية منها:-
- مسرحية «البلاد طلبت أهلها» من تأليف عبد اللطيف عقل وإخراج المنصف السويسي ونال عنها جائزة مهرجان قرطاج في العام التالي عام 1989.
- نال نفس الجائزة عن موسيقى «قصة حب معاصرة» للمخرج هاني هاني ونص فلاح شاكر عام 1991.
- موسيقى مسرحية «فنس بن شعفاط» للكاتب عبد اللطيف عقل من نابلس وإخراج الفنان قاسم محمد 1991.
- مسرحية «قمرٌ من دم» عن مأساة ملجأ العامرية: كتب الاشعار عبد الوهاب البياتي ويوسف الصائغ وخزعل الماجدي وعرضت داخل ملجأ العامرية نفسه، وكانت من تأليف وإخراج د.فاضل خليل 1992.
- ألف أول اوبرالية له بشكل شرقي صميم تحت اسم «شهريار» وقدمت في مهرجان بابل، ثم في مهرجان قرطاج 31. ثم في المنستير وسوسة في تونس بالتعاون مع دار الأزياء العراقي مع الشاعر عبد الرزاق عبد الواحد الذي وضع النصوص والرؤية الشعرية عام 1995.
- وضع موسيقى ما يتجاوز 30 عملا مسرحيا حتى عام 1998 توزعت ما بين العراق والعالم العربي مع المخرجين المسرحيين قاسم محمد، سامي عبد الحميد، فاضل خليل، عزيز خيون، عقيل مهدي، عوني كرومي، ومن تونس المنصف السويسي، ومن المغرب مع الطيب الصديقي وآخرين.
- وضع موسيقى باليه «عودة النوارس» في عام 1998.
- ألف موسيقى العرض المسرحي «رسالة الطير» المأخوذ عن ابن سينا والغزالي وقدمت على مسرح الهناجر للفنون بالقاهرة إخراج قاسم محمد عام 2000.
- قدم مع فرقة الرقص الحديث من إخراج وليد عوني عرض بعنوان «شهرزاد» - لكورساكوف. ووضع رؤيته الشرقية لحكاية شهرزاد قدمها مع فرقته عيون في عزف حي بأكثر من 30 عرض حي داخل وخارج مصر منها افتتاح معرض فرانكفورت الدولي للكتاب عام 2000.

### في الموسيقات التصويرية:
اهتم من بداية مشواره بالموسيقى التصويرية فوضع موسيقى الكثير من الأعمال السينمائية والوثائقية منها:-
- موسيقى فيلم «فجر يوم حزين» إخراج صلاح كرم عام 1986.
- تعاون في أواخر الثمانينات مع المخرج العراقي عبد الهادي الراوي في فيلم سينمائي عنوانه «السيد المدير».
- موسيقى فيلم «تريزا والأغاني المجنونة» إخراج المخرج الأمريكي ذي الأصل الإيطالي جان جون فيتو في عام 1995.
- موسيقى أفلام أخرى في كندا وبريطانيا مع المخرج ويكفيلد في نفس الفترة الزمنية.
- موسيقى فيلم «بنت فاميليا» عام 1997 للمخرج التونسي النوري بوزيد وطبعت الموسيقى على أسطوانات عبر أحد أهم الناشرين الفرنسيين في CD يحمل نفس الاسم.
- تجاوز رصيده حتى نهاية عام 1998 من موسيقى تصويرية الأكثر من 20 فيلم بإنتاج أوروبي وكندي.
- حاز في عام 2006 جائزة أحسن موسيقى تصويرية من راديو فرنسا الأزرق الدولي عن موسيقى فيلم «أحلام» للمخرج العراقي محمد الدراجي، وقد حصد الفيلم 8 جوائز في مهرجانات عدة، كما دعي الفيلم لأكثر من 40 مهرجانا والفيلم جائز على ذهبية مهرجان البحر المتوسط عن عام 2006.
- وضع موسيقى فيلم الهاربتان إخراج أحمد النحاس وإنتاج سميحة أيوب 2010.

### في الإذاعة والتلفاز:
- تعاون مع التلفزيون العراقي في تقديم برنامج موسيقى للأطفال مع حسين قدوري بعنوان «دو، ري، مي» عام 1986.
- قدم برنامج «قراءة موسيقية للوحة» في مدة ثلاث دقائق في تلفزيون العراق عام 1992.
- قدم برنامجه الناجح «موسيقى.. موسيقى» عام 1993.
- تقديم عرض في العزف المنفرد على العود لراديو فرنسا، وسجلت إذاعة فرنسا معه حوارا مطولا بثته في 80 محطة إذاعية تابعة لها عام 1996.
- قام بتأليف موسيقى الأدعية الدينية في شهر رمضان بصوتي عفاف راضي ومجد القاسم للإذاعة صوت العرب المصرية عام 1999.
- وضع الموسيقى التصويرية لعدد من الأعمال التلفزيونية المتنوعة مثل مسلسل «ذئاب الليل» للمخرج العراقي حسن حسني، «أصايل» سنة 1990 ومسلسلي «الكف والمخرز» مع المخرج السوري نجدة انزور، مسلسل «المعصرة» ومسلسل «عفوا حبيبتي» مع المخرجة المصرية نادية حمزة، ومسلسل «عرب لندن» من إخراج أنوار قوادري 2009، ومسلسل «حكايات المدندش» من إخراج أحمد النحاس، والعديد من الأعمال الأخرى.

### في الفنون التشكيليّة:
لنصير شمه ولع حقيقي بالفنون التشكيلية، فقد عمل على محاولة قراءة الفنون التشكيلية موسيقيا، ودراسة تأثير الموسيقى على الرسامين وكان له في ذلك عدة تجارب منها:
- تجربة مميزة معه التشكيلي العراقي الكبير «جميل حمودي»، تكررت مع سبعة من الفنانين التشكيليين العراقيين قرب القصر العباسي ببغداد لتقييم الرسم تحت تأثير الموسيقى عام 1986.
- له عمل مهدى للتشكيلي العراقي الكبير جواد سليم باسم «وقفة على ضريح جواد سليم»، تم تقديمه في مهرجان بغداد في العراق عام 1988.
- برنامج «قراءة موسيقية للوحة» في مدة ثلاث دقائق في تلفزيون العراق عام 1992.
- استقراء معرض كامل للتشكيلي العراقي جميل حمودي في قطعته «حوارية جميل حمودي» التي أداها بحضور الجمهور في قاعة اينانا للفنون.
- عمل «ما بعد التجريد» اسماه «حوارية شاكر حسن آل سعيد» قدم بتونس بحضور الفنان في جالري السيد رضا العموري عام 1998.
- حفل افتتاح معرض «الفن العراقي المعاصر» بقصر الفنون بالأوبرا بمصر لعرض أعمال تشكيليين عراقيين عشرة هم: شاكر حسن، ضياء العزاوي، علاء بشير، نوري الراوي، سعدي الكعبي، رافع الناصري، على الجابري، محمد مهر الدين، علي طالب، سالم الدباغ. إضافة لضيفة المعرض الفنانة العراقية الراحلة ليلى العطار التي استشهدت عام 1993 اثر سقوط صاروخ أمريكي على منزلها ببغداد وكانت تشغل منصب مديرة المتحف الوطني ببغداد، وأقيم على هامش المعرض ندوات وبرنامج ثقافي حافل تأييدا للعراق خلال فترة الحصار عام 2002.

### في الأفلام الوثائقية:
- وضع موسيقى ما يقارب 30 فيلما وثائقيا تتحدث عن حضارة العراق والمرأة العراقية مع المخرج العراقي عمونويل رسام والمخرج فاروق القيسي، والمخرج فيصل الياسري وآخرين.
- وضع عام 2000 الموسيقى التصورية لفيلم «درة الأقصى» الذي قدم الطفل الفلسطيني محمد الدرة. حيث أخرجه المخرج السوري غسان شهاب.
- حاز الفيلم الذي وضع موسيقاه «طوابع من فلسطين» للمخرج محمد عبد التواب الجائزة الذهبية لمهرجان الجزيرة للأفلام الوثائقية، وحاز ذات الجائزة مرة أخرى فيلم وضع موسيقاه باسم «أرواح تائهة» يصور مأساة غرق العبارة المصرية «السلام».

### في الحفلات العالمية:
لنصير شمه الكثير من التجارب مع فنانين أجانب في إطار تحاور الشرق والغرب، والتجارب الموسيقية الحديثة تعاون فيها مع:-
- عازف لوت الإيطالي فرانكو فوبيس عامي 1995، 2003.
- عازف الجيتار العالمي انريكو دي لمنجور ومغني الفلامنكو خزويه مينيزي بصحبة مجموعة من الآلات الإيقاعية اللاتينية بشكلين حواري ومنفرد عام 1997.
- الفنان الباكستاني اشرف خان على آلة السيتار عام 1999.
- أجرى مقابلة موسيقية مع انسجار كراوزه على القيثارة بالمهرجان الألماني في مصر 2003.
- إدوارد بانياجوا وإيقاع ديفيد مايورال عام 2004.
- عازف الجيتار العالمي كارلوس بينينا عام 2008.
- وينتون مارسيليس (أسطورة الجاز) عام 2010.
- شرف خان وشاهباز حسين في حفل بإسبانيا عام 2011.
- عازف آلة القانون التركي آيتاش دوغان في حفلة مدن النرجس بقلعة أربيل 2019.

## فرقه الموسيقيّة
أسس نصير شمه العديد من الفرق الموسيقية:-
- فرقة «سداسي الأنامل الذهبية» من خيرة العازفين العراقيين عام 1984.
- فرقة «البيارق» الموسيقية عام 1986.
- مجموعة عيون لموسيقى الحجرة العربية بالقاهرة عام 1999.
- اوكسترا الشرق المؤلفة من سبعين عازف من كل أرجاء الشرق عام 2008.
- مجموعة بيت العود العربي المؤلفة من ثلاثين عازف عود متعددة الإحجام، اقامت العديد من الحفلات في العالم منها افتتاح مهرجان موازين بالرباط 2006، باريس، والقاهرة، ومهرجان قرطاج 2007، ومهرجان بعلبك 2010 والعديد من المدن الأخرى عام 2008

## الجوائز التقديرية والتكريمية
حصل نصير شمه على العديد من الجوائز التقديرية والتكريمية وقدم العديد من العروض الموسيقية في العديد من دول العالم.
- جائزة أفضل لحن عاطفي في العراق 1986.
- جائزة أفضل موسيقي عربي في مهرجان جرش في الأردن 1988 وقد لقب زرياب الصغير.
- كرمته نقابة الفنانين العراقيين 3 مرات في السنوات 1989، 1988، 1990.
- جائزة المعهد العالي للموسيقى في الدورة الخامسة لأيام قرطاج المسرحية لأفضل عمل موسيقي مسرحي عن مسرحبة قصة حب معاصرة 1991.
- وسام مدينة أغادير في المغرب 1992.
- درع رمز النضال الفلسطيني في احتفال يوم الأرض في تونس 1992.
- جائزة أفضل فنان في العراق 1994.
- ميدالية مدينة باليرمو الإيطالية تسلمها من المحافظ 1994.
- اختياره كأفضل عازف عود في استفتاء أجرته إذاعة مونت كارلو 1994.
- تكريم من جامعة سوسة - كلية الآداب في حفل أقيم على شرفه 1995.
- قدم حفل افتتاح «مؤتمر الأندلس وتكوين المملكة البرتغالية» الذي عقدته جامعة لشبونة بالتعاون مع المركز الثقافي الأسباني «ترقانتس» والمركز الثقافي الإيطالي والمركز الثقافي الفرنسي وجامعيون من دول متعددة، وحصل على ميدالية الجامعات البرتغالية – لشبونة – البرتغال 1996.
- ميدالية المجلس الأعلى للثقافة مهرجان القاهرة للإبداع الشعري بمصر عام 1996.
- درع الثقافة لدولة الإمارات من طرف المجمع الثقافي بأبو ظبي عام 1997.
- لقب «أفضل موسيقي عربي لعام 1997» في استفتاء مجلة «المجلة» التي تصدر من لندن عام 1997.
- شهادة تقدير عن تقديمه ليلة الافتتاح قراءة شعرية لحيدر محمود وطلال حيدر مهرجان جرش للثقافة والفنون السابع عشر على المسرح الشمالي عام 1998.
- ميدالية متحف طه حسين بمصر 1998.
- وسام الأكاديمية الملكية البريطانية 1998.
- درع جامعة البحرين بالصخير عام 1999.
- شهادة تقدير من المجمع العربي للموسيقى بالأردن للتحكيم في مسابقة العود الدولية الأولى عام 1999.
- درع قسم دراسات الشرق الأوسط بالجامعة الأمريكية بالقاهرة عام 2000.
- تم تكريمه لثماني مرات بدار الثقافة المغاربية ابن خلدون فيم يعد سابقة في تاريخ التكريم الفني بتونس آخرها كان عام 2000.
- الجائزة التقديرية من المجمع العربي بإيطاليا عام 2000.
- شهادة تقدير لأعماله الشخصية، ولفرقة عيون، ولبيت العود:- كل على حدة من مهرجان ومؤتمر الموسيقى العربية للأعوام 2000 و2001.
- شهادة شكر وتقدير لاحتفالية علم وإعلام الدورة الأولى للاحتفال لسلطان العود المغربي سعيد الشرايبي بالمغرب عام 2002.
- شهادة تقدير من مهرجان الأغنية الأردني الثاني عام 2002.
- جائزة الإبداع من مؤسسة العويس الثقافية بإمارة دبي بدولة الإمارات العربية عام 2003.
- شهادة تقدير من مديرية الثقافة بولاية عنابة في الجزائر وميدالية الذكرى الخمسين لثورة التحرير الجزائرية عام 2004.
- قلادة الإبداع من دار القصة العراقية عام 2005.
- شهادة تقدير من منظمة الصحة العالمية - المكتب الإقليمي للشرق الأوسط / بيروت عام 2005.
- وسام الحب من الدرجة الأولى من مركز البحوث والدراسات المستقبلية / محافظة الرقة بسوريا عام 2005.
- تكريم في المسابقة السنوية الثالثة لأدب الكتابة للطفل- دورة محمود الماغوط لتكريم رموز الثقافة العربية 2005/2006.
- جائزة مهرجان الفيلم العربي / روتردام بهولندا عام 2007.
- جائزة مهرجان الإسكندرية الخامس للأغنية عام 2007.
- جائزة لجنة تحكيم مهرجان بيونس ايريس السينمائي الدولي بالأرجنتينعام 2007.
- تكريم دار الثقافة«ابن رشيق» مع بعض تلاميده في حفل «سهرة العود» بتونس عام 2008.
- درع ووسام مهرجان العنقاء الذهبية الدولي الرحال للثقافة والفنون والإعلام / الدورة الثانية ولقب بأمير المهرجان عام 2008.
- جائزة الإبداع الفني عن مؤسسة الفكر العربي وتبرع بقيمة الجائزة بالكامل لدعم تعليم وعلاج الأطفال العراقيين عام 2009.
- درع شكر وتقدير في أعياد نيسان المجيدة / حلب بسوريا 2009.
- عربون وفاء وتقدير / من المفوضية السامية لشئون اللاجئين - بيروت عن خدماته لمجالات الإنسانية وخاصة اللاجئين عام 2009.
- درع الهيئة العامة للصحافة الليبية عام 2009.
- شهادة تقدير من معرض القاهرة الدولي للكتاب في دورته 41 في احتفالية القدس عاصمة الثقافة العربية 2009 بدار الأوبرا - أمسية محمود درويش عام 2009.
- جائزة الإبداع للمرة الأولى عن مجمل أعماله ومسيرته الفنية بمعرض الكتاب الدولي بالقاهرة عام 2010.
- جائزة مهرجان اسطنبول الدولي الأول عن مجمل أعماله ومشاركته في اثراء المهرجان عام 2010.
- تكريم في احتفالية الإسكندرية عاصمة السياحة العربية بدار الاوبرا بالإسكندرية بمصر عام 2010.
- جائزة الإبداع ضمن جوائز معرض القاهرة الدولي للكتاب في دورته 42 عام 2010.
- جائزة المهرجان الثقافي الدولي الأول بقسطنطينة بالجزائر عام 2010.
- جائزة مهرجان ملتقى النجوم / الإسكندرية – عاصمة السياحة العربية 2010.
- لقب فنان اليونسكو للسلام / 2017
- تكريمه في مهرجان واسط السينمائي الدولي وتسمية دورة المهرجان بإسمه / قضاء النعمانية في واسط 2020

## نشاطاته الخيرية والإنسانية
كانت للحرب الأمريكية على العراق عام 1991 أكبر تأثير على مسيرة نصير شمه الإنسانية والفنية كثيرا
- أقام بعد وقف إطلاق النار مباشرة حفلا موسيقيا في المتحف الوطني ببغداد في القاعة الأشورية بين الثيران المجنحة العملاقة بعنوان «قادم من الماضي.. ذاهب للمستقبل» فيما يعد أول حفل موسيقي بعد الحرب في العراق.
- ألف أشهر مقطوعاته الموسيقية «حدث في العامرية» التي أتت تعبيرا عن معاناة 800 مواطن عراقي قضوا نحبهم نتيجة قصف أمريكي للملجأ في 13 فبراير 1991، حيث قضى نصير شمه في الملجأ أياما بعد القصف حتى استطاع نقل صورة الألم الذي انهي حياة المدنيين العراقيين في هذا الملجأ الذي يفترض انه كان آمنا حتى اخترقته صاروخي من طائرات أف 17.. هذا وقد حفلت مقطوعته تلك بتكنيكات عالية تعتبر سبقا في تاريخ العود وتحولت تلك المقطوعة إلي ما يزيد عن 30 عملا من لوحات ومسرح وباليه وأفلام تسجيلية وسينما.
- ثم أقام حفله موسيقي الأول بعد حرب الخليج الثانية مباشرة في عمان بالأردن عام 1991.
- دفعته الحالة الإنسانية المتردية في العراق بعد تطبيق الحصار عليه لكثير من الجهود الإنسانية فبدأ جولة في إيطاليا ضمن مهرجان «أنغام على ضفاف الرافدين» (مع مجموعة جسر إلي بغداد الإيطالية اليسارية) ثم الكثير من دول العالم منذ عام 1993 وما تلاه، حتى عبر عدد ما قدمه من حفلات في روما والمدن الإيطالية (تورينتو وبولونيا ونابولي) حاجز الخمسين حفلا وخصصت كل ريعها لصالح دعم وعلاج أطفال العراق.
- قدم حفلا بالمركز الثقافي والرياضي للشباب بالمنزة بتونس ومخصص لإغاثة أطفال العراق «كفاية يا عراق 7» عام 1996.
- حرك أول وفد طبي وشعبي من مصر إلي بغداد لكسر الحصار عن الشعب العراقي عام 1997.
- أقام «ليلة بغدادية» بقاعة اليونسكو الأولى بفرنسا في محاولة للفت أنظار العالم لمعاناة الشعب العراقي تحت الحصار عام 2000
- قدم حفلا موسيقيا لكسر الحصار على الشعب العراقي «قافلة مريم» حضره لفيف من أعضاء الأمم المتحدة السابقين والنواب بالبرلمان البريطاني ببريطانيا عام 2000.
- قدم حفل «رسالة الي العراق» على المسرح الوطني/ مسرح وزارة الإعلام والثقافة بدولة الإمارات العربية، ذهب ريعه لصالح الشعب العراقي عن طريق الهلال الأحمر الإماراتي عام 2003.
- أعلن في يناير 2008 بالتنسيق مع الجامعة العربية والمفوضية السامية لشئون اللاجئيين حملته «يد العرب بيد العراقيين» التي ساهمت في دعم مسيرة التعليم لما يزيد عن عدد 2500 طالب مدرسي عراقي، وما يعبر حاجز 300 طالب جامعي خلال عامين.
- هذا ولا زالت تقوم جمعيته الخيرية «طريق الزهور» بتبني سفر الأطفال العراقيين المصابين بأمراض قلبية يصعب علاجها داخل العراق للسفر واجراء عمليات القلب المفتوح فيما يعرف بجسر الحياة بالتعاون مع مؤسسة ناريانا الصحية NARAYANA HEALTH CITY بمدينة بانجلور الهندية.
- قدم اوبريت «دار السلام» مع المغنية التونسية لطيفة خلال «حملة يد العرب بيد العراقيين» عام 2008.
- قدم أوبريت «صبرا جميلا يا عراق» بمشاركة ماجد المهندس ومجد القاسم لصالح العراق عام 2008.

هذا ولم يقتصر اهتمام نصير شمه بالقضايا الإنسانية للشعب العراقي بل كانت له أنشطة تتعلق بكل المظلومين في العالم العربي منها:-
- قدم عملين موسيقيين «ثورة وأمل» التي عرضت في الأردن والعراق وكانت وصفا لما يجري في فلسطين، ثم قدم «استغاثة أم» الذي يصف حالة أم فلسطينية ذهبت ريع هذه الأعمال لدعم الانتفاضة الفلسطينية عام 1986.
- قدم عرض افتتاح المنظمة المغربية لحقوق الإنسان بمناسبة الاحتفال باليوم العالمي لحقوق الإنسان - الذكرى 45 عام 1993.
- قام بعمل موسيقى موجهة لشهداء مجزرة قانا الناتجة عن ضرب إسرائيل لمدرسة للأمم المتحدة ضمت لاجئين لبنانيين هاربين من المعارك يوم 18 أبريل 1996 قضى خلالها عدد من الشهداء بلغ 106 وإصابة عدد كبير من الأبرياء عام 1996.
- مشاركته في حفل الذكرى الخمسين للنكبة بفضاء بيت العرب برعاية الأمانة العامة لجامعة الدول العربية والسهرة بعنوان «من أجلك» بتونس عام 1998.
- * قدم حفل في بريطانيا بعنوان «الخلاق» لصالح مؤسسة ديجتال لندن بالتعاون مع الأكاديمية الملكية للعلوم في قاعة البوم روم بفندق رويال لانكستر لدعم تعليم المعاقين والأيتام بالعالم. عام 1999.
- حفل اليونسكو باليوم العالمي للقدس بفرنسا عام 2000.
- قدم حفلين بعنوان حفل «انتفاضة الأقصى» شهري أكتوبر ونوفمبر من عام 2000.
- حفل المؤتمر الثاني لحركة حقوق الإنسان في العالم العربي عام 2000.
- حفل خيري لصالح تطوير المرحلة الثانية لتنمية العشوائيات بمنطقة زينهم بمصر عام 2001.
- حفل دعما لانتفاضة الأقصى قدم فيه قطعته رقصة المقاومة التي تعبر عن مقاومة طفل فلسطيني يقف أمام الدبابة الإسرائيلية وعدد من القطع الموسيقية المميزة الأخرى عام 2001.
- قدم حفلا بمناسبة ذكرى يوم اللاجئ العالمي عام 2001.
- حصل على شهادة تقدير من منظمة الصحة العالمية - المكتب الإقليمي للشرق الأوسط / بيروت لدوره في دعم قضايا اللاجئين عام 2005.
- قدم حفلا خيريا بعنوان «امنا الأرض» الذي ضم نخبة مميزة من الموسيقيين من 8 دول للمشاركة في الاحتفالات بعيد الأمم المتحدة واحتفالات بالسلام بين البشر وتدفق الحياة برغم الاختلاف والحروب والصراعات بمصر عام 2005.
- جهز حفل «لبنان تبني وتعلو بالحلم» لدعم المقاومة اللبنانية إزاء العدوان الإسرائيلي العنيف عام 2006.
- شارك في مهرجان «مناهضة الإرهاب» في الأقصر بمصر عام 2007.
- احيا حفل يوم اللاجئ العالمي بدمشق تحت رعاية الأمم المتحدة والمفوضية السامية لشئون اللاجئين حفل يوم اللاجئ العالمي بسوريا عام 2008.
- كما قدم حفل أمنا الأرض في الإمارات شارك فيه روس دالي-بريطانيا، اشرف خان- باكستان، بينو ايو دايس إيطاليا، تومي سميث- بريطانيا، ياسمين عذار- تونس، مانوليس بابوس- اليونان، مالز جاي- أمريكا عام 2008.
- لحن أوبريت «أزور القدس» في احتفالية «القدس عاصمة الثقافة العربية» بسوريا كلمات رامي اليوسف وغناء كل من ميادة الحناوي/ سوريا، سعدون جابر/ العراق، لطفي بشناق/ تونس، صباح فخري/ سوريا. عام 2009.
- احيا حفل يوم اللاجئ العالمي ببيروت تحت رعاية الأمم المتحدة والمفوضية السامية لشئون اللاجئين حفل يوم اللاجئ العالمي بلبنان عام 2009.
- احيا حفل يوم اللاجئ العالمي في ساقية الصاوي في القاهرة / مصر عام 2011.

## عمله الحالي
- يدير الفنان نصير شمه حاليا مدرسته بيت العود العربي في القاهرة بمنزل أثري في القاهرة الفاطمية «بيت الهراوي» وهو مشروع أنشأه لتأسيس مواصفات عازف العود المنفرد.
- هذا إضافة لاشرافه على فرع البيت العود العربي الذي افتتحه في أبوظبي بدولة الإمارات العربية المتحدة عام 2007، وبيت العود في قسنطينة بالجزائر، وبيت العود في مكتبة الإسكندرية 2011.
- إضافة الي عروضه المتواصلة داخل وخارج والوطن العربي، واهتمامه المباشر بمؤسسة طريق الزهور التي تعنى بعلاج وتعليم أطفال عراقيين داخل وخارج العراق، اضافه لاهتمامه بالقضايا الإنسانية والوطنية على امتداد الوطن العربي وبشكل أوسع لتشمل القضايا الإنسانية في العالم وآخرها التحضير لجولة لمساعدة شعب الصومال على مقاومة الجفاف الذي يضرب أرضه بالتعاون مع الأمم المتحدة...

## وصلات خارجية
- نصير شمة على موقع ميوزك برينز (الإنجليزية)
- نصير شمة على موقع أول ميوزيك (الإنجليزية)
- نصير شمة على موقع ديسكوغز (الإنجليزية)
- الفيلم الوثائقي عن طريق الزهور ودور المثقف في الحياة العامة
- الفيلم الوثائقي عن مشروع نصير شمه الثقافي على يوتيوب
- الموقع الشخصي لنصير شمه
- موقع جمعية طريق الزهور
- مقابلة مع نصير شمه علبى قناة الجزيرة في برنامج بلا حدود للحديث عن حملة «يد العرب بيد العراقيين»
- مقابلة توثيقية مع نصير شمه على قناة العربية
- مقابلة في برنامج روافد على قناة العربية - الجزءالاول
- مقابلة في برنامج روافد على قناة العربية - الجزء الثاني على يوتيوب
- موقع بيت العود العربي
- نصير شمه يعزف روسيني- حلاق اشبيلية على يوتيوب
- نصير شمه واوكسترا الشرق في عرضها الاول- مقطوعة "تحية" على يوتيوب
- مقابلة مع نصير شمه والفنانة لطيفة التونسية في ليلة "لطيفة تغني نصير شمه" على يوتيوب
- مهرجان العالم العربي بمونتريال على يوتيوب
- حفلة لطلاب بيت العود العربي مع نصير شمه ومقطوعة "زمان النهاوند" على يوتيوب
- نصير شمه مع فرقة عيون ومقطوعة "القمر على جدرانها أجمل" على يوتيوب